# Vera Horvat
Vera Horvat, slovenska akademska slikarka, * 1906, Brežice, † 2000, Koper.
Slikala je predvsem pomursko krajino v tehniki akvarel, ustvarila pa je tudi nekaj del v tehniki olje na platno, večinoma portrete družinskih članov (Fran Horvat - notar v Kamniku, Ivo Horvat - odvetnik v Ljubljani, nečakinja Mateja Horvat in še nekaterih).
Večino svojega življenja posvetila izobraževanju mladih, tako je službovala v Murski Soboti ter v Ljubljani (OŠ Majde Vrhovnik), kjer je poučevala likovno vzgojo. Nekaj samostojnih razstav v Ljubljani ter drugod, tudi skupaj z dolgoletnim prijateljem in slikarjem Francem Vrtačnikom. Pokopana je na ljubljanskih Žalah.